# Bolborhynchus
A Bolborhynchus a madarak osztályának papagájalakúak (Psittaciformes) rendjében, a papagájfélék (Psittacidae) családjában és az araformák (Arinae) alcsaládjába tartozó nem. Egyes szervezetek még a jákópapagáj-formák (Psittacinae) alcsaládjába sorolják.

## Rendszerezésük
A nemet Charles Lucien Jules Laurent Bonaparte francia ornitológus írta le 1857-ben, az alábbi fajok tartoznak ide:
- Rozsdáshomlokú papagáj (Bolborhynchus ferrugineifrons)
- Katalin-papagáj (Bolborhynchus lineola)
- Andoki papagáj (Bolborhynchus orbygnesius)

## Előfordulásuk
Mind a három faj az Andok hegységben honos, a Katalin-papagáj ezenkívül Közép-Amerikán keresztül, Mexikóig megtalálható. Természetes élőhelyeik a szubtrópusi vagy trópusi hegyi esőerdők, magaslati cserjések és füves puszták.

## Megjelenésük
Átlagos testhosszuk 17-19 centiméter közötti. Tollazatuk zöld.